# Kiran Shah

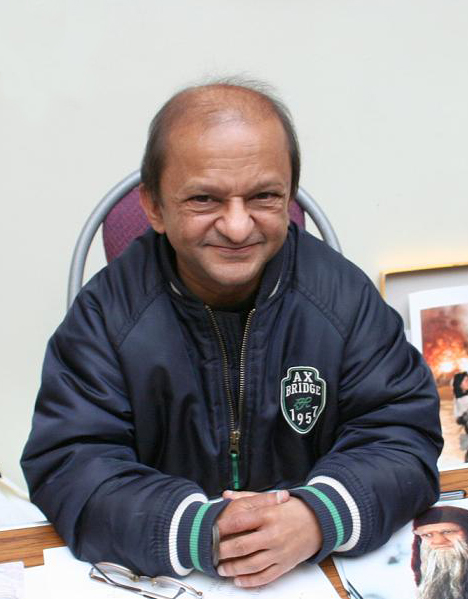
Kiran Shah im Jahr 2006

Kiran Shah (* 28. September 1956 in Nairobi) ist ein kenianischer Film- und Theaterschauspieler sowie Stuntman. Mit einer Größe von 126 cm steht er im Guinness-Buch der Rekorde als kleinster Stuntman der Welt.

## Leben
Shah, gelernter Schneider, begann zunächst in der Electric Theatre Group durch England und Wales zu touren, ehe er ab 1977 seine Karriere als Stuntman begann. Kleinwüchsig geboren und am 20. Oktober 2003 126 cm (4 ft 1,7 in) groß, sollte er zunächst R2-D2 in Star Wars verkörpern, musste jedoch Kenny Baker weichen.
Trotzdem gelang es ihm, für viele erfolgreiche Spielfilme zu arbeiten:

## Filmografie (Auswahl)
Schauspieler
- 1981: Jäger des verlorenen Schatzes (Raiders of the Lost Ark) – Regie: Steven Spielberg
- 1982: Der dunkle Kristall (The Dark Crystal) – Regie: Jim Henson und Frank Oz
- 1983: Star Wars: Episode VI – Die Rückkehr der Jedi-Ritter (Star Wars: Episode VI – Return of the Jedi) – Regie: Richard Marquand
- 1984: Greystoke – Die Legende von Tarzan, Herr der Affen (Greystoke: The Legend of Tarzan, Lord of the Apes) – Regie: Hugh Hudson
- 1985: Legende (Legend) – Regie: Ridley Scott
- 1986: Gothic – Regie: Ken Russell
- 1987: Das Zeichen 4 (The Sign of Four) – Regie: Peter Hammond
- 1988: Die Abenteuer des Baron Münchhausen (The Adventures of Baron Munchausen) – Regie: Terry Gilliam
- 1990: Bullseye – Der wahnwitzige Diamanten Coup (Bullseye!) – Regie: Michael Winner
- 1999: Alice im Wunderland (Alice in Wonderland) – Regie: Nick Willing
- 2005: Die Chroniken von Narnia: Der König von Narnia (The Chronicles of Narnia: The Lion, the Witch and the Wardrobe) – Regie: Andrew Adamson
- 2012: Der Hobbit – Eine unerwartete Reise (The Hobbit: An Unexpected Journey) – Regie: Peter Jackson
- 2015: Star Wars: Das Erwachen der Macht (Star Wars: The Force Awakens) – Regie: J.J. Abrams
- 2016: Rogue One: A Star Wars Story – Regie: Gareth Edwards
- 2017: Star Wars: Die letzten Jedi (Star Wars: The Last Jedi) – Regie: Rian Johnson
- 2018: Solo: A Star Wars Story – Regie: Ron Howard
- 2019: Star Wars: Der Aufstieg Skywalkers (Star Wars: The Rise of Skywalker) – Regie: J.J. Abrams
- 2020: Dracula (TV-Serie, Episode 1x03) – Paul McGuigan
- 2022: Andor (TV-Serie, Episode 1x02) – Regie: Toby Haynes
- 2023 There's Something in the Barn – Regie: Magnus Martens

Stuntman
- 1982: Der dunkle Kristall (The Dark Crystal) – Regie: Jim Henson und Frank Oz
- 1984: Indiana Jones und der Tempel des Todes (Indiana Jones and the Temple of Doom) – Regie: Steven Spielberg
- 1986: Aliens – Die Rückkehr (Aliens) – Regie: James Cameron
- 1995: Braveheart – Regie: Mel Gibson
- 1996: Mary Reilly – Regie: Stephen Frears
- 1997: Titanic – Regie: James Cameron
- 1997: Spice World – Der Film (Spice World) – Regie: Bob Spiers
- 1998: Elizabeth – Regie: Shekhar Kapur
- 1999: James Bond 007 – Die Welt ist nicht genug (The World is not enough) – Regie: Michael Apted
- 2001: Harry Potter und der Stein der Weisen (Harry Potter and the Philosopher's Stone) – Regie: Chris Columbus
- 2001: Der Herr der Ringe: Die Gefährten (The Lord of the Rings: The Fellowship of the Ring) – Regie: Peter Jackson

In allen drei Teilen von Der Herr der Ringe (1, 2 und 3) war Shah außerdem Bodydouble von Elijah Wood und Ian Holm, die Darsteller der Hobbits Frodo und Bilbo Beutlin. Durch seine Wendigkeit und sein Geschick war er in vielen Actionsequenzen der Trilogie als Stuntman einsetzbar. In Der Hobbit – Eine unerwartete Reise übernahm er diese Funktion erneut für den Darsteller des Bilbo, Martin Freeman.